# 나이스 가이즈
《나이스 가이즈》(The Nice Guys)는 2016년 공개된 미국의 네오누아르 버디 액션 코미디 영화이다.

## 줄거리
1977년 로스앤젤레스. 탐정 홀랜드는 포르노 스타 미스티 마운틴스를 찾던 중 어밀리아 커트너라는 여성에게 닿게 된다. 아무도 믿지 못하는 어밀리아는 도주 중이고, 홀랜드는 어밀리아가 보호 역으로 고용한 해결사 잭슨을 만나 함께 어밀리아를 찾아내 보호하게 된다.
어밀리아는 법무부 고위직인 어머니 주디스가 자동차 제조 업체들과 결탁해 배기가스를 조절하는 디젤 산화 촉매 장치를 찍어누르려 하고 있다고 주장한다. 이를 폭로하기 위해 어밀리아는 포르노그래피와 탐사 보도를 결합한 한 실험 영화에 이 내용을 담았고, 이 영화의 존재를 알게 된 주디스는 딸인 자신을 포함해 이 영화와 연관된 사람들을 전부 죽이려고 하고 있다는 것이다.

## 출연
- 러셀 크로 - 잭슨 힐리 역
- 라이언 고슬링 - 홀랜드 마치 역
- 앵가우리 라이스 - 홀리 마치 역
- 맷 보머 - 존 보이 / 맬렉 의사 역
- 마거릿 퀄리 - 어밀리아 커트너 역
- 야야 다코스타 - 탤리 역
- 키스 데이비드 - 에디 해리스 "나이 든 남자" 역
- 보 냅 - "파란 얼굴" 역
- 로이스 스미스 - 글렌 부인 역
- 뮤리엘 텔리오 - 미스티 마운틴스 역
- 길 제라드 - 버건 폴슨 역
- 데이지 테이핸 - 제시카 역
- 잭 킬머 - 쳇 역
- 킴 베이싱어 - 주디스 커트너 역
- 타이 심프킨스 - 보비 역
- 해니벌 버리스 - 범블 역 (목소리)